# Thomas Tuchel
Thomas Tuchel (Krumbach, 29. kolovoza 1973.) njemački je nogometni trener te bivši igrač koji je igrao na poziciji braniča. Trenutačno je izbornik engleske nogometne reprezentacije.
Tuchelova igračka karijera završila je već u 25. godini života kada je zadobio kroničnu ozljedu koljena. Počeo je raditi kao trener 2000. godine u omladinskim selekcijama Stuttgarta. Iz Stuttgarta odlazi u rezervni tim Augsburga i nakon uspješne sezone počinje voditi novog njemačkog prvoligaša Mainz. 
Kao trener Mainza proveo je pet godina te je tijekom tog vremena uspio održati klub u ligi. Tuchel je tada bio hvaljen zbog svog energičnog i napadačkog stila nogometa te zbog čestog davanja šansi mladim igračima. Iz financijskih razloga, Tuchel napušta Mainz 2014. i naredne godine postaje trener Borussije Dortmund. S Dortmundom je osvojio DFB-Pokal 2017. te je iste godine dobio otkaz.
Sljedeće godine Tuchel je postao trener Paris Saint-Germaina. U svojoj prvoj sezoni osvojio je titulu prvaka, a tijekom sezone 2019./20. osvojio je sva moguća natjecanja u Francuskoj te je s Paris Saint-Germainom izborio finale UEFA Lige prvaka. Tuchel je dobio otkaz u Paris Saint-Germainu 2020. te iduće godine postao je trener Chelseaja. 
U svojoj prvoj sezoni kao trener Chelseaja, Tuchel je osvojio UEFA Ligu prvaka 2020./21. iako je postao trenerom Chelseaja tijekom polovice sezone. S Chelseajem je također osvojio UEFA Superkup 2021. i FIFA Svjetsko klupsko prvenstvo 2021. Chelsea je pod Tuchelom igrao i izgubio finala FA kupa 2020./21. i 2021./22. te finale Engleskog Liga kupa 2021./22. Tuchela su 2021. UEFA i FIFA imenovali najboljim trenerom svijeta. Tuchel je zadnji put vodio Chelsea 6. rujna 2022. kada je Chelsea izgubio 1:0 od zagrebačkog Dinama u utakmici UEFA Lige prvaka 2022./23. Idući dan dobio je otkaz. Dana 24. ožujka 2023. postao je trener Bayerna. S Bayernom je osvojio Bundesligu u sezoni 2022./23. Napustio je Bayern 2024. te je naredne godine postao izbornik engleske nogometne reprezentacije.

## Priznanja

### Trenerska
Borussia Dortmund
- DFB-Pokal: 2016./17.[16]

Paris Saint-Germain
- Ligue 1: 2018./19.,[17] 2019./20.[18]
- Coupe de France: 2019./20.,[19] finalist: 2018./19.[20]
- Coupe de la Ligue: 2019./20.[21]
- Trophée des Champions: 2018.,[22] 2019.[23]
- UEFA Liga prvaka (finalist): 2019./20.

Chelsea
- UEFA Liga prvaka: 2020./21.[24]
- UEFA Superkup: 2021.[25]
- FIFA Svjetsko klupsko prvenstvo: 2021.[26]
- FA kup (finalist): 2020./21., 2021./22.[8]
- Engleski Liga kup (finalist): 2021./22.[9]

Bayern München
- Bundesliga: 2022./23.[13]

Individualna
- Trener mjeseca Premier lige: ožujak 2021.,[27] listopad 2021.[28]
- Trener godine u Njemačkoj: 2021.[29]
- Trener godine prema UEFA-i: 2020./21.[10]
- Najbolji klupski trener godine prema IFFHS-u: 2021.[30]
- Najbolji nogometni trener godine prema FIFA-i: 2021.[31]

## Vanjske poveznice
- Profil, kickersarchiv.de
- Profil, WorldFootball.net
- Profil, fussballdaten.de